# 5684 Коґо
5684 Коґо (5684 Kogo) — астероїд головного поясу, відкритий 21 жовтня 1990 року.
Тіссеранів параметр щодо Юпітера — 3,613.